# ShaPE Capital
Die shaPE Capital AG mit Sitz in Freienbach war eine bis 2015 an der Schweizer Börse SIX Swiss Exchange notierte Beteiligungsgesellschaft mit einem international ausgerichteten Private-Equity-Portfolio; die Gesellschaft ist mittlerweile liquidiert worden.

## Hintergrund
Im Jahr 2009 entschied shaPE Capital, eine Realisationsstrategie einzuleiten mit dem Ziel, den inneren Wert des Portfolios an die Aktionäre zurückzuführen. Im Rahmen der Realisationsstrategie verzichtete shaPE Capital auf neue Investitionen und fokussierte auf die optimale Rückführung des bestehenden Portfolios über die kommenden Jahre.
Per Jahresende 2009 verfügte shaPE Capital über einen Nettoinventarwert von 143,3 Millionen Franken gegenüber 174,4 Millionen Franken im Vorjahr. Das Portfolio bestand ausschliesslich aus Anteilen von Private-Equity-Gesellschaften, direkte Beteiligungen an anderen Unternehmen hielt shaPE Capital hingegen keine.